# Calamocha TV
Calamocha TV es una televisión local pública, propiedad del Ayuntamiento de Calamocha y gestionada por la empresa pública Sociedad Cultural y Deportiva de Calamocha, con la asistencia técnica para la producción de contenidos y programas de la empresa El Molino Audiovisual. Forma parte de la agrupación de televisiones locales Grupo Cadena Media.
Actualmente se emite por televisión digital terrestre (TDT) y su cobertura abarca la demarcación "Calamocha" (TL03TE) todos los núcleos de población pertenecientes a la comarca de Jiloca, que abarca los municipios de Calamocha, Monreal del Campo, Caminreal, Fuentes Claras y Torrijo del Campo, todos ellos municipios del valle del Jiloca, en la Comarca del Jiloca de la provincia de Teruel. Sin embargo, en realidad, la señal llega a muchos más municipios de la Comarca del Jiloca, e incluso a algunos municipios de las comarcas aledañas.

## Historia
La televisión local de Calamocha nació en marzo de 1993 con el nombre de Canal 31, aprovechando la instalación del cableado en la localidad. Después, en 1999, empezó a emitir por ondas para todo el valle del Jiloca, desde Cella hasta Daroca, cambiando su nombre por el de Antena Aragón Jiloca.
Es propiedad del Ayuntamiento de Calamocha, aunque su gestión ha sido siempre privada o bien pública con el apoyo del sector privado, contratando a empresas periodísticas. En los primeros años la dirección corrió a cargo de José Luis Campos. En esta etapa la Academia de las Ciencias y las Artes de Televisión le otorgó un premio como mejor programa de televisiones locales de España, al espacio "Tu alcalde responde" de Antena Aragón Jiloca.
Desde 2004 hasta diciembre de 2011, fue gestionada por la empresa Altiplano Audiovisual, siendo responsable de la dirección de redacción la periodista Estíbaliz Centeno y de la dirección técnica el realizador José Antonio Martín.
Actualmente, desde febrero de 2012, Calamocha TV es gestionada por la empresa pública Sociedad Cultural y Deportiva de Calamocha a través de un contrato de asistencia técnica para la producción de contenidos y programas con la empresa El Molino Audiovisual, asociada a la agrupación de cadenas locales Local Media TV.